# Pars vite et reviens tard
Pars vite et reviens tard (titulado Plaga final en España y Contagio mortal en Hispanoamérica) es una película de suspense francesa de 2007 dirigida por Régis Wargnier y basada en la novela homónima de Fred Vargas escrita en 2003.

## Argumento
Varios ciudadanos de París descubren que sus puertas y la de sus vecinos, salvo una por edificio, han sido marcados con un 4 invertido con las siglas "CLT". El caso llama la atención del Detective Jean-Baptiste Adamsberg y su compañero Danglard (José Garcia y Lucas Belvaux) después de hallar a uno de los vecinos muerto por causas desconocidas, aunque todo parece indicar a la peste bubónica después de que un pregonero (Olivier Gourmet) empiece a hacer públicas cartas amenazantes sobre una "inminente plaga".

## Reparto
- José Garcia - Chief Inspector Jean-Baptiste Adamsberg
- Marie Gillain -  Marie
- Lucas Belvaux - Danglard
- Olivier Gourmet - Joss Le Guern
- Philippe Bas - Maurel
- Nicolas Cazalé - Damas
- Linh Dan Pham - Camille
- Michel Serrault - Hervé Decambrais/Hervé Ducouëdic
- Grégory Gadebois - Bordenave